# Anne Hopkins Aitken
Anne Arundel Hopkins Aitken (8 de febrero de 1911-13 de junio de 1994) fue una escritora sobre zen estadounidense. Nació Anna Stinchfield Hopkins en el Condado de Cook, Illinois en 1911. Su madre, Marian Stinchfield Hopkins, nacida en Detroit, Míchigan, y tenía 25 cuando Anne nació.[cita requerida] Su padre, Lambert Arundel Hopkins, nació en Nuevo México, fue un ferroviario de 29 años cuándo ella nació.

## Educación
Entre los años 1929 a 1931 estudió en el extranjero en la Oxford University y se graduó por la Scripps College en Claremont, California, con un B.A. en cultura inglesa en 1932. Luego obtuvo el grado de M.Sc. en sociología, primero en la Universidad Stanford en 1933, y más tarde por la Universidad Northwestern (1940–1942). Además de sus años en Oxford, también vivió en Inglaterra de enero a junio de 1937. Viajó a Suecia, Finlandia, Francia, Alemania, España, Japón, Italia, México, y América del Sur antes de devenir profesora y directora ayudante en la Escuela de Happy Valley en 1949. Allí  conoció, en 1957 al profesor inglés Robert Aitken, con quien se casó.

## Budismo Zen

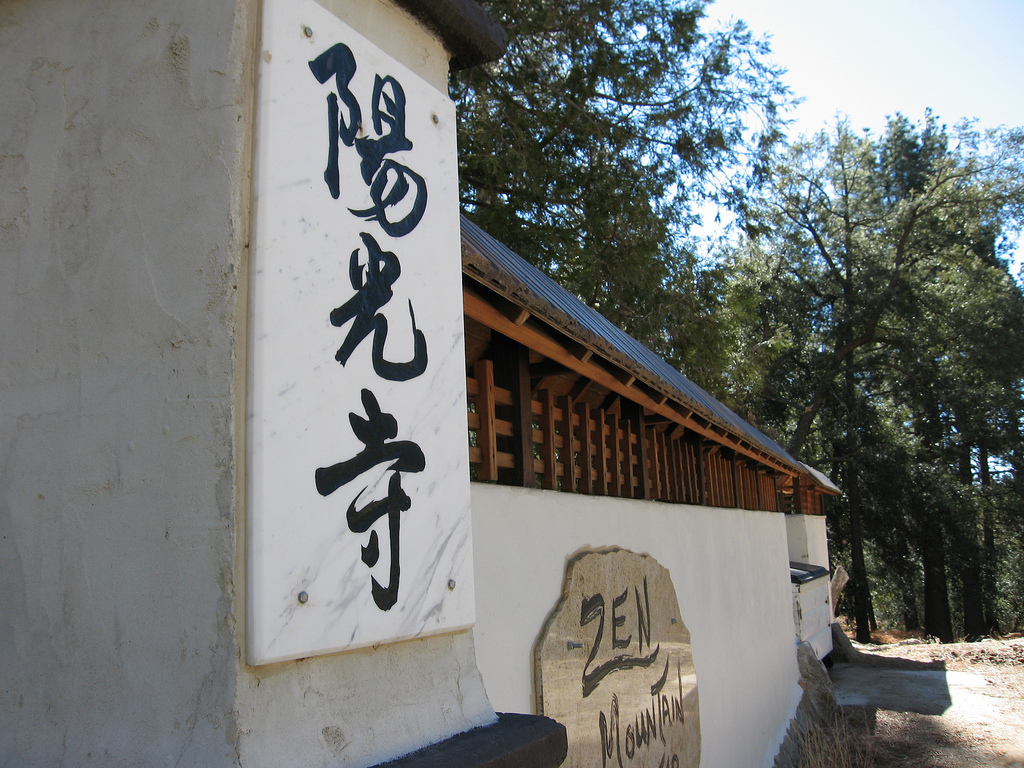
Signos en japonés en los Estados Unidos, Caligrafía japonesa en los Estados Unidos, Yokoji Zen Mountain Center

Su marido la introdujo al budismo zen, y su larga relación con la comunidad budista empezó con su luna de miel a Ryutakuji en Japón. Y estudió el Dharma con Haku'un Yasutani, Sōen Nakagawa y Koun Yamada. También se fue dado su nombre budista japonés An (paz, paz de ser un hogar)  Tanshin (mente simplle). Ella y su marido se mudaron a Honolulu, Hawaiʻi, para estar más cerca a su hijastro joven. Allí  establecieron el Koko An Zendo, el cual dirigió al establecimiento del Diamond Sangha, una sociedad zen internacional, en 1959.
Muchos de los cambios que han hecho la práctica del Zen y el liderazgo sea más accesible a las mujeres se pueden atribuir a los esfuerzos que hizo dentro de la Sangha Diamond. Ella no era ni una prolífica escritora, ni oradora frecuente, pero es recordada con cariño en todo el mundo por su dedicación al Dharma y el apoyo a la Sangha. Vivía en cuartos del profesorado del Honolulu Diamond Sangha en Pālolo, Hawaiʻi, cuándo se enfermó con síntomas de gripe. Dos días más tarde, el 13 de junio de 1994, a los 83 años, fallece de un ataque de corazón coronario,  con su marido, hijastro, y unos cuantos amigos cercanos en su hospital.

## Galería

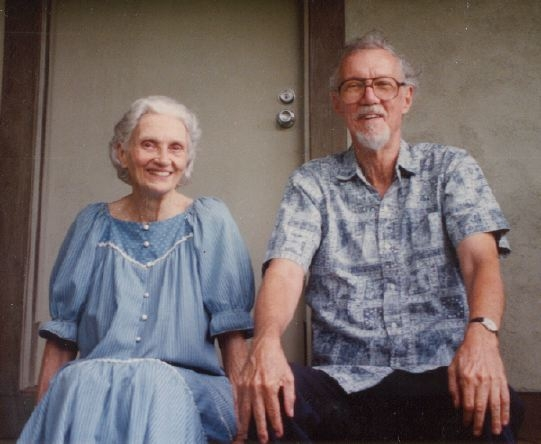
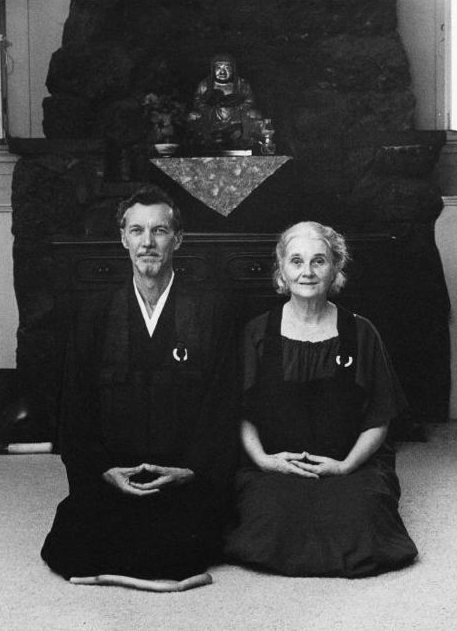
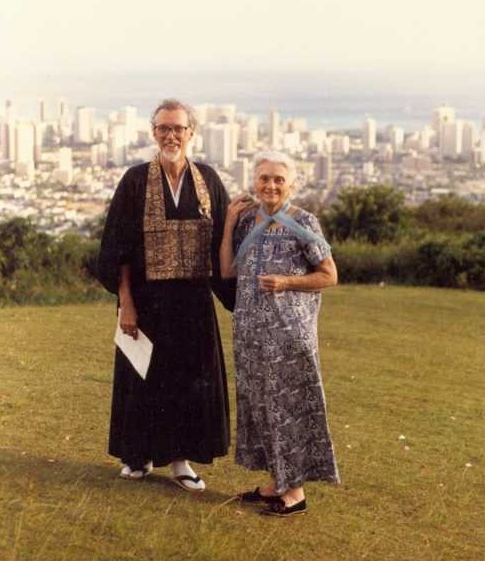